# 娉婷油紋鱸
娉婷油紋鱸，為輻鰭魚綱鱸形目鱸亞目藍紋鱸科的其中一種，分布於中西大西洋加勒比海巴哈馬群島至中美洲海域，深度45-365公尺，為熱帶海水魚，體長可達4公分，棲息在底層水域，生活習性不明，可做為觀賞魚。